# John Banville
John Banville (ur. 8 grudnia 1945) – irlandzki powieściopisarz i dziennikarz, zdobywca Nagrody Bookera w 2005 za powieść The sea (2005, wyd. pol. 2007 pt. Morze, przekład Jerzy Jarniewicz). Do tej pory w Polsce ukazały się następujące powieści pisarza: Morze, Mefisto, Zaćmienie, Księga zeznań, Niedotykalny. Banville jest również laureatem Nagrody Franza Kafki (2011) i Nagrody Literackiej Irlandzkiego PEN-Clubu (Irish PEN Award for Literature, 2013). 

## Utwory
- Long Lankin (1970; ponownie wydana w 1984 r.)
- Nightspawn (1971)
- Birchwood (1973)
- Doctor Copernicus: A Novel (1976)
- Kepler, a Novel (1981)
- The Newton Letter: An Interlude (1982)
- Mefisto (1986; wyd. pol. Mefisto Znak 2008 [tł. Zbigniew Batko])
- The Book of Evidence (1989; wyd. pol. Księga zeznań Świat Literacki 2001 [tł. Wojciech Falarski])
- Ghosts (1993)
- The Broken Jug: After Heinrich von Kleist (1994) - sztuka teatralna
- Seachange (sztuka wystawiona w 1994 w Focus Theatre w Dublinie; nieopublikowana)
- Athena: A Novel (1995)
- The Ark (1996) (opublikowana tylko w 260 egzemplarzach)
- The Untouchable (1997; wyd. pol. Niedotykalny Znak 2010 [tł. Hanna Pustuła])
- God's Gift: A Version of Amphitryon by Heinrich von Kleist (2000)
- Eclipse (2000; wyd. pol. Zaćmienie W.A.B. 2004 [tł. Jerzy Jarniewicz])
- Shroud (2002)
- Dublin 1742 (sztuka wystawiona w 2002 roku w The Ark w Dublinie; nieopublikowana)
- Prague Pictures: Portrait Of A City (2003)
- The Sea (2005; wyd. pol. Morze Znak 2007 [tł. Jerzy Jarniewicz])
- Love In The Wars (adaptacja Penthesilea Heinricha von Kleista, 2005)
- Christine Falls (pod pseudonimem Benjamin Black, 2006)
- The Silver Swan (pod pseudonimem Benjamin Black, 2007)
- The Infinities (2009; wyd. pol. Nieskończoności Świat Książki 2014 (tł. Jacek Żuławnik)
- Ancient Light (2012; wyd. pol. Prawo do światła Świat Książki 2015 (tł. Jacek Żuławnik)
- The Blue Guitar (2015)